# Iraakse Turkmenen
De Iraakse Turkmenen (ook gespeld als Iraakse Turkomanen, Turkomanen) Iraakse Turksen of Turken van Irak (Arabisch:تركمان العراق, Azerbeidzjaans: İraq Türkmənləri) zijn een Turkse etnische groep met een Turks erfgoed en identiteit. Turkmenen zijn de derde grootste etnische groep in Irak, na Arabieren en Koerden. Iraakse Turkmenen wonen voornamelijk in het noorden van Irak en hebben nauwe culturele banden met Turkije, in het bijzonder de Anatolische regio.
Het gebied bewoond door Iraakse Turkmenen wordt Turkmeneli genoemd.

## Etymologie
De term "Turkmeen" lijkt een politieke terminologie, omdat het voor het eerst door de Britten werd gebruikt om de Iraakse Turken van Turkije te isoleren tijdens het "Mosoel vraagstuk" in de jaren '30.

## Geschiedenis
De Iraakse Turkmenen zijn de afstammelingen van verschillende golven van Turkse migratie naar Mesopotamië te beginnen vanaf de 7e eeuw tot de Ottomaanse heerschappij. De eerste migratiegolf dateert uit de 7e eeuw, gevolgd door migraties tijdens het Seltsjoekenrijk.
De meeste van de huidige Iraakse Turkmenen zijn afstammelingen van de Ottomaanse soldaten, handelaren en ambtenaren die tijdens het bewind van het Ottomaanse Rijk naar Irak werden gebracht.

## Politiek
Een van de grootste partijen van de bevolkingsgroep is het Iraaks-Turkmeens Front.

## Media
In 2004 werd in Kirkoek het televisiekanaal Türkmeneli TV geopend. De zender zend programma's uit in het Turks en Arabisch en vertegenwoordigt de Iraakse Turkmenen bij het Türkvizyonsongfestival.